# Staufenberg (Hann. Münden)
Der Staufenberg ist ein 342,8 m ü. NHN hoher Berg des Bramwaldes. Er liegt bei Wiershausen im südniedersächsischen Landkreis Göttingen.

## Geographie

### Lage
Der Staufenberg erhebt sich im Naturpark Münden im Nordosten des Stadtgebiets von Hann. Münden. Sein Gipfel liegt rund 3,5 km nordöstlich der Mündener Altstadt sowie 1,2 km westnordwestlich von Wiershausen, 2,5 km nordwestlich von Lippoldshausen und 1,8 km nordöstlich von Hermannshagen, drei Hann. Mündener Stadtteilen.
Nachbarberge sind der Blümer Berg (320,4 m) im Nordwesten, der Fuchsberg (326 m) im Nordosten, der der Kramberg (275 m) im Süden und die Querenburg (235,6 m) im Südwesten.
Auf dem Staufenberg liegen Teile des Landschaftsschutzgebiets Weserbergland-Kaufunger Wald (CDDA-Nr. 325317; 1989 ausgewiesen; 285,018 km²). Auf dem Gipfel steht ein Sendeturm.

### Naturräumliche Zuordnung
Der Staufenberg gehört im Weserbergland in der naturräumlichen Haupteinheitengruppe Weser-Leine-Bergland (Nr. 37), in der Haupteinheit Solling, Bramwald und Reinhardswald (370) und in der Untereinheit Bramwald (370.5) zum Naturraum Mündener Bramwald (370.52). Die Landschaft fällt nach Süden bis Südwesten über die Querenburg in die Untereinheit Mündener Fulda-Werra-Talung (370.6) ab. Nach Osten fällt sie in den Naturraum Schedener Rötsenke (371.11) ab, der in der Haupteinheit Sollingvorland (371) zur Untereinheit Südliches Sollingvorland (371.1) zählt.

### Fließgewässer
Westlich vorbei am Staufenberg fließt ein kurzer Bach, der dem auf dem Osthang des Blümer Bergs liegenden Düsteren Kellerbrunnen entfließt und südwestwärts zur Werra bei Hermannshagen verläuft. Auf dem Osthang des Bergs, zugleich Südhang des Fuchsbergs, entspringt der Ilksbach (Eulenbach), der überwiegend südwärts durch die Westausläufer von Lippoldshausen zur Werra läuft.

## Verkehrsanbindung und Wandern
Im Werratal zweigt in Hermannshagen von der Bundesstraße 80 die Kreisstraße 217 ab, die südöstlich vorbei am Staufenberg nach Wiershausen führt. In Hermannshagen zweigt von der K 217 die Hermannshäger Straße ab, die am auf dem Südwesthang des Bergs am Friedhof der Ortschaft endet. In Wiershausen zweigt von der K 217 nach Nordnordwesten der Beckerweg zur bergnahen Sporthalle der Ortschaft ab. Es gibt dort jeweils Parkplätze mit Weganschluss zum Berg. Vom in Wiershausen liegenden Ende der K 217 verläuft jeweils eine schmale Verbindungsstraße ostnordostwärts zum bergfernen Meensen und südostwärts nach Lippoldshausen. In Lippoldshausen trifft sie auf das Ende der K 210, die durch das Ilksbachtal zur Werra führt.
Zwischen dem Staufenberg und dem Blümer Berg verläuft ein gemeinsamer Abschnitt des Europäischen Fernwanderwegs E6, der Gaußrunde und des Studentenpfads.